# Адемус
Адемус (ісп. Ademuz (офіційна назва), валенс. Ademús) — муніципалітет в Іспанії, у складі автономної спільноти Валенсія, у провінції Валенсія. Населення — 1285 осіб (2010).

## Географія
Муніципалітет розташований на відстані близько 210 км на схід від Мадрида, 100 км на північний захід від Валенсії.
На території муніципалітету розташовані такі населені пункти: (дані про населення за 2010 рік)
- Адемус: 1232 особи
- Мас-дель-Ольмо: 21 особа
- Сесга: 17 осіб
- Ель-Валь-де-ла-Сабіна: 15 осіб

## Демографія
Динаміка населення (INE ):

## Галерея зображень

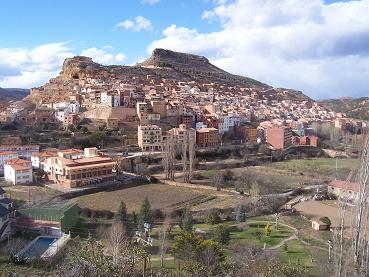
Місто Адемус
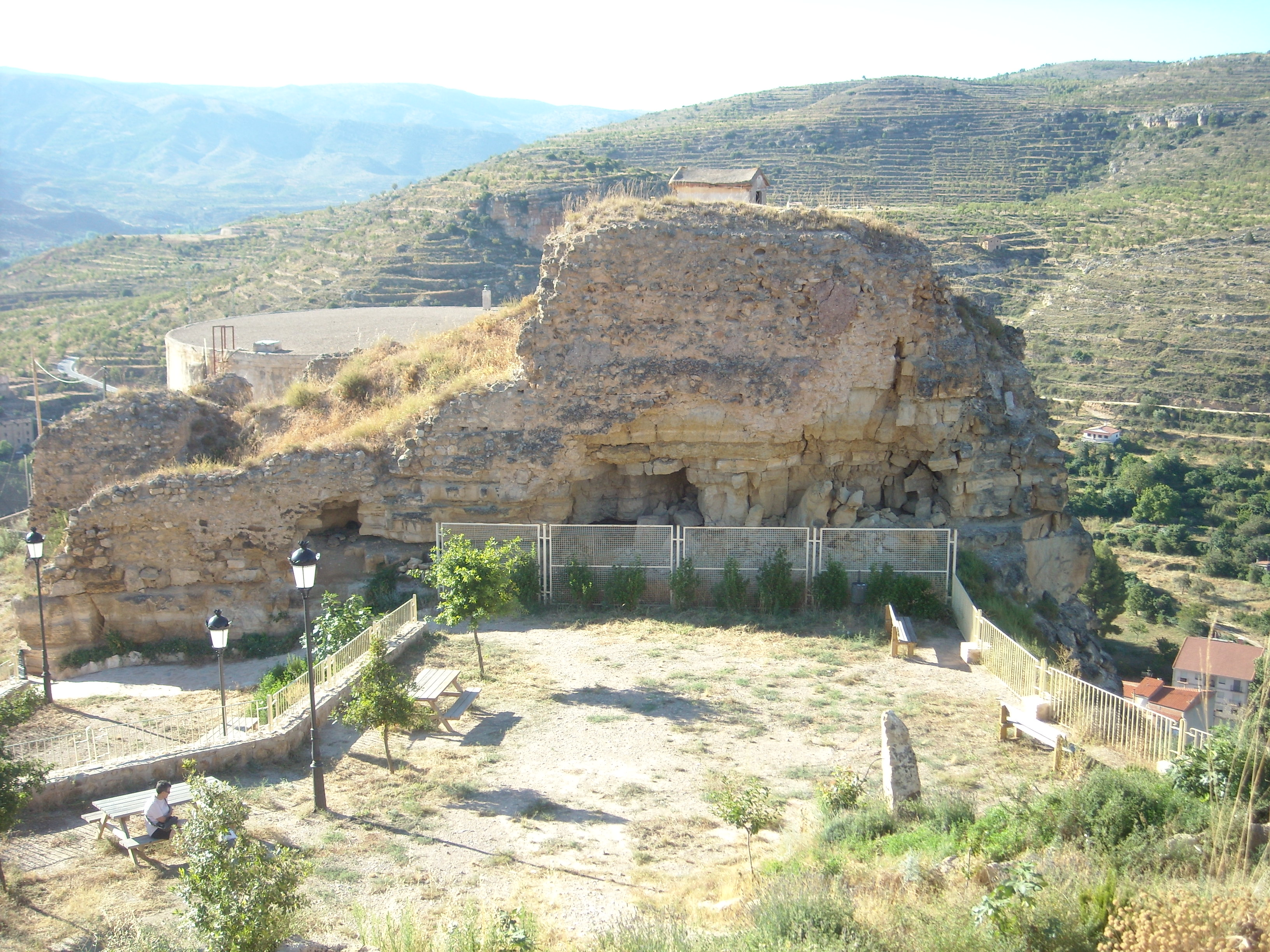
Замок в Адемусі
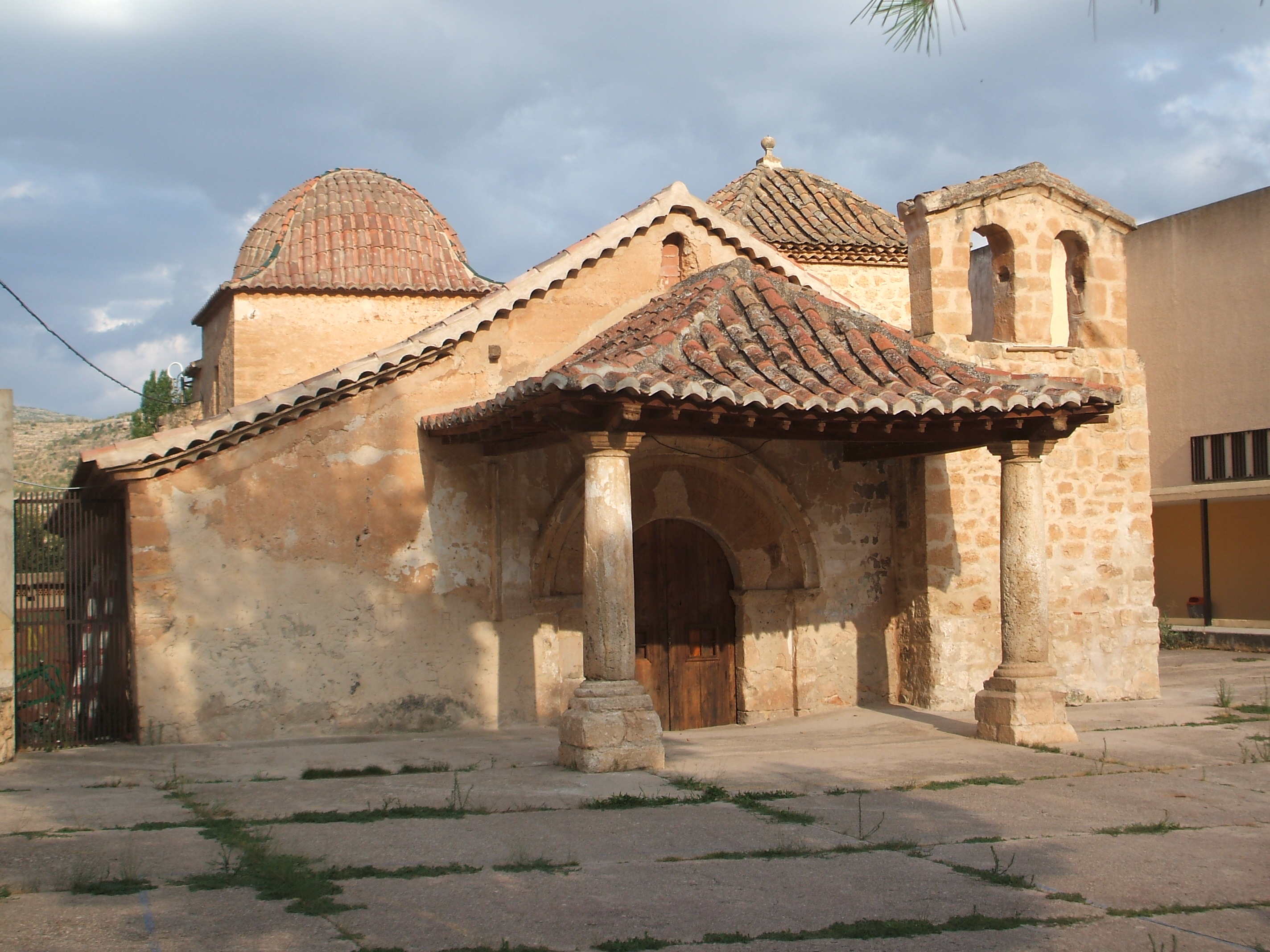
Каплиця Нуестра-Сеньйора-де-ла-Уерта. XIV століття